# Doug Sampson
Douglas Gary Sampson (Hackney, Londen, 30 juni 1957) is een voormalig Brits drummer en het meest gekend als de drummer van Iron Maiden in de periode van 1977 tot 1979.

## Biografie
Voordat Sampson bij Iron Maiden begon, was hij lid van de band Smiler. In 1975 richtte Steve Harris (die ook deel uitmaakte van Smiler) Iron Maiden op en vroeg Sampson om ook lid te worden van de groep. Hij weigerde maar werd in 1977 uiteindelijk toch lid van Iron Maiden.
Na een jaar waarin de band in lokale uitgaansgelegenheden speelde en er zich een kleine groep volgers achter de band schaarde, werkte Sampson mee aan de totstandkoming van de eerste demo van de band, later uitgebracht als The Soundhouse Tapes. Uiteindelijk tekende Iron Maiden bij EMI.  Sampson verliet de band op 22 december 1979 en werd opgevolgd door Clive Burr. Na een aantal jaren op de achtergrond richtte Doug samen met zijn broer en zanger Sam Sampson, gitarist Chop Pitman en basgitarist Tony Hatton de heavy rock band Airforce op. In 1999 werd zijn plek achter de drumkit overgenomen door Mick Dietz.
In 2015 leverde Airforce een nummer voor het compilatiealbum Origins Of Iron. Een album met 9 ex-Iron Maiden leden die in zeer gelimiteerde oplage is geproduceerd door WatchOut Records. Door deze release kwam Doug weer in de spotlights. Hierdoor en door alle positieve response van fans heeft Doug in 2015 besloten om weer achter het drumstel van Airforce plaats te nemen met Chop Pitman op gitaar en Fred Ball op bass en zang.
In juli 2016 wordt wederom door WatchOut Records het debutalbum van Airforce uitgebracht met 8 tracks die al eerder zijn opgenomen en 3 nieuwe tracks die speciaal voor deze release zijn opgenomen. De release wordt gevierd op 16 juli 2016 in The Plough & Harrow pub in Leytonstone Londen, een pub waar vroeger ook Iron Maiden speelde.

## Discografie

### Iron Maiden
- The Soundhouse Tapes (1979)
- Metal For Muthas (1980)
- "Running Free" (1980) ("Burning Ambition")

### Airforce
- Origins Of Iron (2015) ("War Games")
- Judgement Day 2016 (2016)